# Vinylová vlákna
Vinylová vlákna (mezinárodní zkratka PVAL) jsou textilní materiály z polyvinylalkoholu.

Struktura polyvinylalkoholu

## Způsob výroby
Technologie je založena na mokrém nebo suchém zvlákňování z roztoku polyvinylalkoholu, který se následným přidáním formaldehydu zředí (PVA+). Podle stupně acetylace a případně dalšího zpracování se dá získat materiál rozpustný nebo nerozpustný ve vodě.
Vlákenný materiál se dodává převážně ve formě stříže (v délkách 2-65 mm), menší část jako filament. S pokusnou výrobou se začalo v roce 1948 (vynálezce Japonec Tomonari), v roce 2006 dosáhla světová produkce 80.000 tun. V současné době (2010) se vinylová vlákna vyrábí jen v Japonsku (Kuralon®) a v Číně.

## Vlastnosti
Běžně vyráběné vlákno má fazolovitý průřez, hustotu 1,25-1,30g/cm³, pevnost za sucha 200-650 mN/tex (pevnost za mokra klesá na 65-85%), bod tání 230 °C. Vlákno absorbuje 4-5% vlhkosti, je odolné proti oděru a pilingu, ale mačká se.
Pokusně vyráběná vlákna gelovým zvlákňováním dosahovala tažnou pevnost až 2,9 GPa.  Z pokusné výroby pochází také vinylové vlákno s nepatrným nánosem nanočástic ze síranu mědnatého (Kuralon E), které má mimořádně vysokou vodivost. 

## Použití
- Nerozpustné typy : na sítě, lana, [3] pneumatikový kord, bytové textilie, výztuž kompozitů (0,6-444 tex, tažná pevnost 1,6 GPa) [4]
- Vodorozpustná vlákna: na speciální účely (např. leptané krajky)